# Орленко Петро Васильович
Петро Васильович Орленко (1904, село Прелесне, тепер Слов'янського району Донецької області — 1970, місто Київ) — український радянський і партійний діяч, 1-й секретар Перемишльського і Стрийського міськкомів КП(б)У Дрогобицької області, секретар Дрогобицького обкому КПУ.

## Життєпис
Народився в бідній селянській родині. У чотирнадцятирічному віці втратив батька, а незабаром і матір. Закінчив двокласну школу.
Трудову діяльність розпочав у 1921 році робітником депо станції Слов'янськ на Донбасі. Вступив до лав комсомолу, був на комсомольській роботі. З 1923 року працював секретарем сільської ради села Троїцьке на Донбасі, пізніше був секретарем Троїцького сільського комсомольського осередку.
Член ВКП(б) з 1928 року.
З 1929 року працював на партійній роботі в селі Петрівка на Донбасі, де організував і очолив сільськогосподарську артіль. Працював заступником директора Слов'янської машинно-тракторної станції. До 1934 року — директор Осиновської машинно-тракторної станції Донецької області.
У 1934—1937 роках — партійний організатор КП(б)У заводу, інструктор Краматорського міського комітету КП(б)У Донецької області.
У 1937—1939 роках — 1-й секретар Старобешівського районного комітету КП(б)У Сталінської області.
У вересні 1939 року очолив Тимчасове управління міста Перемишля Львівського воєводства (Дрогобицької області). У 1939 — червні 1941 р. — 1-й секретар Перемишльського міського комітету КП(б)У Дрогобицької області.
У липні 1940 року був призначений 1-м секретарем Бельцівського повітового комітету КП(б)У в Бессарабії, але, у зв'язку з утворенням Молдавської РСР, до роботи не приступив.
З червня 1941 року — учасник німецько-радянської війни. Один із керівників оборони міста Перемишля від німецьких військ у червні 1941 року. Був секретарем партійного бюро зведеного батальйону оборонців Перемишля, служив комісаром у військах протиповітряної оборони. Важко захворів, став інвалідом II-ї групи, лікувався у місті Ашхабаді Туркменської РСР.
До 1943 року працював інструктором промислово-транспортного відділу Ашхабадського обласного комітету КП(б) Туркменії.
У 1943—1944 роках — у розпорядженні ЦК КП(б)У, інструктор організаційного відділу ЦК КП(б)У.
У 1944 — вересні 1950 року — 1-й секретар Стрийського міського комітету КП(б)У Дрогобицької області.
7 вересня 1950 — 6 лютого 1951 року — секретар Дрогобицького обласного комітету КП(б)У.
У 1951—1970 роках — на керівній роботі в Міністерстві геології Української РСР: працював старшим інженером відділу керівних кадрів і навчальних закладів, заступником начальника і членом колегії Головного управління геології і охорони надр при Раді міністрів УРСР (на 1958 рік), неодноразово обирався секретарем партійної організації міністерства геології.
Помер в Києві у серпні 1970 року.

## Звання
- старший політрук

## Нагороди
- орден Червоного Прапора (22.07.1941)
- орден Трудового Червоного Прапора (23.01.1948)
- ордени
- медалі